# Alfred Zehelein
Alfred Zehelein (* 25. März 1902 in Miltenberg; † 25. Oktober 1978 in Volkach am Main) war ein deutscher Komponist, Musikwissenschaftler, Musikpädagoge und Kirchenmusiker. Er widmete sich vorwiegend der sakralen Musik und der Kammermusik. Das Spektrum von 400 Kompositionen reicht von Konzerten, Instrumental- und Kammermusik, Liedern und Chorgesang bis hin zu Kirchenmusik und Orgelwerken. Sein Werk zählt 108 Opus-Ziffern.

## Leben und Wirken
Alfred Zehelein war Schüler der Kirchenmusikschule Regensburg (heute Hochschule für Katholische Kirchenmusik und Musikpädagogik). Er begann seine musikalische Laufbahn 1923 als Chordirektor an der St. Sylvesterkirche in München-Schwabing, wozu ihn Domkapellmeister Ludwig Berberich ermunterte. Hier gründete er einen Chor, der durch seine Schulung zur Aufführung anspruchsvoller Werke der Kirchenmusikliteratur heranreifte. Von Palestrina bis zu den Meistern des 20. Jahrhunderts reichte die musikalische Palette sowohl für das liturgische Kirchenjahr als auch für Kirchenkonzerte.
1928 übernahm Zehelein eine Dozentenstelle für musikwissenschaftliche Fächer am Trapp’schen Konservatorium in München. 1945 führte er dieses Institut treuhänderisch als Händel Konservatorium weiter. 1962, nach der Überführung des Instituts in das Richard-Strauss-Konservatorium (heute Münchner Musikhochschule) wurde er Leiter der Abteilung für Katholische Kirchenmusik bis zu seinem altersbedingten Ausscheiden im Jahre 1969. Zu seinen Schülern zählten u. a. Rudolf Bojanovski, Josef Brandlmeier, Gerhard Dorda Wolfgang Hein und Raimund Walter Sterl.
In den Amerikahäusern der Bundesrepublik und den Volkshochschulen Bayerns hielt Zehelein Vorträge. Ab 1968 leitete er die Volksmusiklehrerprüfungen. Für Volksmusikinstrumente, Solobass und Chor schrieb er 1975 die Ökumenische Messe sowie Bearbeitungen für Bläser, für Orgel und für Streicher.
Zusammen mit Heinrich Simbriger verfasstes er das Handbuch für musikalische Akustik. Er initiierte die Zeitschrift für geistliche Musik. 1928 gründete er die Bruckner Gemeinde zur Pflege geistlicher Musik e. V. und konzertierte mit diesem Chor in Berlin, in süddeutschen Städten sowie in Österreich. Beide Institutionen wurden durch den Nationalsozialismus unterbunden. 1945/1946 war er Stadtrat im ersten Kommunalparlament Münchens. 1966 wurde er in den Vorstand des Verbandes Münchner Tonkünstler e. V. berufen.
Die Pflege zeitgenössischer Musik war Zehelein immer eine Verpflichtung. Werke von Komponisten wie Joseph Haas, Ludwig Berberich, Joseph Meßner waren fester Bestandteil seiner Aufführungstätigkeit. Seine lateinischen und deutschen Motetten für gemischten Chor und Orgel für den liturgischen Gebrauch wurden in St. Sylvester uraufgeführt. Auch als Konzertorganist war Zehelein im In- und Ausland tätig, besonders als Interpret frühbarocker und zeitgenössischer Orgelmusik, nicht zuletzt mit Aufführung eigener Werke.
Auf einer Vortragsreise im Oktober 1978 starb Zehelein in Unterfranken am Herztod. Seine letzte Ruhestätte fand er in Weilheim.  Seine Originalpartituren sind in der Handschriftenabteilung der Staatsbibliothek in München eingegliedert. Im Deutschen Tonkünstlerverband sind Kopien aller Werke zugänglich. Im Münchener Stadtmuseum werden zahlreiche Dokumente aus dem Leben Alfred Zehelieins dokumentiert.

## Kompositorischen Schaffen
Zeheleins kompositorischer Ausgangspunkt lag stilistisch in der Spätromantik. Er vertonte Lieder nach Eichendorff und auch japanische und chinesische Texte. Dabei strebte er weg von Chromatik, Klangaufwand und Pathos und hin zur reinen Diatonik, der durchsichtigen Führung weniger Stimmen, die sich zu herben Klängen vereinen. Seine spätromantische Tonsprache vereinigte sich mit dem Impressionismus.
Entscheidend für Zehelein waren die Jahre nach 1950, in denen er den Schritt zur teilweisen Atonalität vollzog (Beispiele dafür Die Statica für Orgel und die Musik zur Eröffnung einer Ausstellung für Schlagwerk). Zeheleins Beschäftigung mit weltanschaulichen Fragen, den Naturwissenschaften und der Astronomie und deren Gesetzmäßigkeiten führten ihn in den 1960er Jahren zu den strengen Strukturen und zur absoluten Logik Anton Weberns. Er bediente sich in seinem Stil der Zwölftönigkeit, verwendete aber das Gesetz der Logik in eigener Weise. Der punktuelle und athematische Stil führte zur Konzentration auf knappste Formen. Beispiele hierfür sind das Klavierkonzert aus dem Jahre 1971, einer Auftragskomposition der Landeshauptstadt München. Die Vier Statica für Orgel sind durch eine „statische Zwölftönigkeit“ gekennzeichnet. Der Verbundenheit Zeheleins mit der Antike entsprangen die Attische Kantate und Der junge Pan. Seine Verehrung Weberns dokumentiert Zehelein in seinen Metamorphosen über ein Thema von Anton Webern, die von ihm selbst zum hundertjährigen Jubiläum der Kirchenmusikschule Regensburg uraufgeführt wurden. Im Gegensatz zu dieser Stilrichtung hat Zehelein in seiner geistlichen Musik neomodale Tendenzen bewusst weitergeführt.
Sein musikhistorisches Interesse galt besonders auch der Alten italienischen Musik. Er bearbeitete einige Werke Frescobaldis und gab diese heraus. Anknüpfend an Frescobaldis „chromatische Modalität“ komponierte Zehelein Werke wie die Variation über ein Thema von Frescobaldi (1974), die Vier Inventionen für Cembalo (1976) und die Barocke Suite für Cembalo.
Zeheleins komponierte auch eine Reihe von Werken für die Musikerziehung, so die 1960 in Bamberg uraufgeführte Schuloper Die Barke des Odysseus nach der Dichtung von Friedrich Deml sowie zahlreiche Kammermusik für Soloinstrumente, Klavier und Kammerorchester. Zum Eucharistischen Kongress 1960 erklang erstmals die Dorische Messe für Solosopran, Solobass, gemischten Chor, Bläser und Orgel. Hier entstanden auch das erste (op. 61) und zweite Orgelbuch (op. 91) mit Toccaten, Präludien, Postludien, Variationen und Choralvorspielen.
Vom Bayerischen Rundfunk wurden das Oratorium Von der Schönheit der Welt, die Kantate Von der Güte nach Worten des Lao Tse aufgenommen und gesendet, außerdem das Konzert für Harfe und Orchester, das Konzert für Zither und Streichquartett, die Drei Meditationen, zahlreiche Orgelstücke und viele seiner über 100 Liedkompositionen.

## Veröffentlichungen
- Joseph Michl (1745–1810), ein vergessener südbayerischer Komponist. Sein Leben und seine Werke. Dissertation. W. Berntheisel, München 1928.
- Die Geschichte von einer Mutter. In: Tim Klein, Hermann Rinn (Hrsg.): Buch vom Opfer. Mit Bildern von Hans Meid. Höfling, 1934, S. 11–17.
- mit Heinrich Simbriger: Handbuch der musikalischen Akustik. J. Habbel, 1951; Neuauflage 1974.
- Leitgedanken zur Pädagogik. Kleine Musikstudienreihe, Musikverlag Preissler, München 1975.
- mit Siegfried Frischmuth: Alfred Zehelein. Werkverzeichnis. 2002.

## Ehrungen und Auszeichnungen
- 1973: Bundesverdienstkreuz 1. Klasse
- 1977: Päpstlicher Silvesterordens für seine Verdienste um die katholische Kirchenmusik
- Porträtrelief in der Kirche St. Sylvester in München-Schwabing.